# François Tissard
François Tissard (* um 1460 in Amboise; † 1508 ebenda) war ein französischer Humanist. 

## Leben
Tissard lernte in Paris und Orléans und ging nach Italien, wo er Griechisch und Hebräisch studierte. Als Professor an der Universität Paris förderte er die Herausgabe der griechischen Klassiker, die er selbst edierte. 1508 veröffentlichte er die erste hebräische Grammatik in Frankreich, die dem späteren französischen König Franz I. gewidmet war. Diese Bücher erschienen bei Gilles de Gourmont.